# Longue vie à la signora
Longue vie à la signora (titre original : Lunga vita alla signora!) est un film italien réalisé par Ermanno Olmi et sorti en 1987.

## Synopsis
Libenzio et cinq autres élèves d'une école hôtelière sont conviés à servir un fastueux banquet suivant les instructions précises d'une étrange et riche vieille dame (la signora) célébrant son anniversaire. L'excessive rigueur du cérémonial s'achève en belle catastrophe. Une allégorie sociale au ton de comédie grinçante.

## Fiche technique
- Titre du film : Longue vie à la signora
- Titre original : Lunga vita alla signora!
- Réalisation, scénario et montage : Ermanno Olmi
- Photographie : E. Olmi, Maurizio Zaccaro - Couleurs
- Costumes : Francesca Sartori
- Musique : Georg Philip Telemann
- Production : Cinemaundici, Rai Uno avec la collaboration de Istituto Luce et Ital-Noleggio Cinematografica
- Pays d'origine :  Italie
- Durée : 115 minutes
- Sortie : 8 septembre 1987 à la Mostra de Venise

## Distribution
- Marco Esposito : Libenzio
- Simona Brandalise : Corinna
- Stefania Basarello : Anna
- Simone Dalia Rosa : Mao
- Marisa Abbate : la signorina
- Gabriella Bertazzo : la signora Ast
- Lorenzo Paolini : Ciccio
- Tarcisio Tosi : Pigi

## Récompense
- Prix FIPRESCI de la Mostra de Venise